# Smorze Miasto
Smorze Miasto, Smorze Miasteczko (ukr.'Містечко Сможе, hebr. סמוז'ה מיאסטצקו‎) – dawne miasteczko, następnie wieś, a obecnie zachodnia część wsi Smorze (ukr. Сможе) na Ukrainie, w rejonie skolskim obwodu lwowskiego.
Leży na południowym brzegu rzeki Smorzanki.

## Historia
Smorze Miasto to dawne miasteczko, a po utraceniu praw miasteczka samodzielna wieś. W II Rzeczypospolitej stanowiło gminę jednostkową Smorze Miasto w  powiecie stryjskim w województwie stanisławowskim. 1 sierpnia 1934 roku w ramach reformy na podstawie ustawy scaleniowej weszło w skład nowej zbiorowej gminy Tucholka, gdzie we wrześniu 1934 utworzyło gromadę.
Podczas II wojny światowej połączone ze Smorzem Dolnym w jedną wieś Smorze w gminie Orawa w powiecie stryjskim w dystrykcie Galicja, która w 1943 roku liczyła 615 mieszkańców.
Po wojnie włączone w struktury ZSRR.